# Lomtjärnen (Arvidsjaurs socken, Lappland, 728224-162896)
Lomtjärnen är en sjö i Arvidsjaurs kommun i Lappland och ingår i Skellefteälvens huvudavrinningsområde.